# Фае (Белуно)
Фае (итал. Faè) је насеље у Италији у округу Белуно, региону Венето.
Према процени из 2011. у насељу је живело 68 становника. Насеље се налази на надморској висини од 439 м.